# Kosowo na Zimowych Igrzyskach Olimpijskich 2018
Kosowo na Zimowych Igrzyskach Olimpijskich 2018 – występ reprezentacji Kosowa na igrzyskach olimpijskich w Pjongczangu w 2018 roku.
W kadrze znalazł się jeden zawodnik – Albin Tahiri, który wystąpił w dwóch konkurencjach alpejskich. Tahiri pełnił rolę chorążego reprezentacji Kosowa podczas ceremonii otwarcia i zamknięcia igrzysk. Podczas ceremonii otwarcia reprezentacja weszła na stadion jako 71. w kolejności, pomiędzy ekipami z Kenii i Kolumbii, a podczas ceremonii zamknięcia jako 72.,
pomiędzy ekipami z Korei i Kolumbii.
Był to debiut reprezentacji Kosowa na zimowych igrzyskach olimpijskich i drugi start olimpijski po występie w letnich igrzyskach w Rio de Janeiro.

## Skład reprezentacji

### Narciarstwo alpejskie
| Konkurencja              | Zawodnik     | Przejazd 1 | Przejazd 1 | Przejazd 2 | Przejazd 2 | Czas łączny | Miejsce |
| Konkurencja              | Zawodnik     | Czas       | Miejsce    | Czas       | Miejsce    | Czas łączny | Miejsce |
| ------------------------ | ------------ | ---------- | ---------- | ---------- | ---------- | ----------- | ------- |
| Zjazd mężczyzn           | Albin Tahiri | —          | —          | —          | —          | 1:48,81     | 50.     |
| Superkombinacja mężczyzn | Albin Tahiri | 1:23,84    | 55.        | 59,56      | 36.        | 2:23,40     | 37.     |